# Karl Kriso
Karl Kriso (* 25. März 1887 in Peggau; † 1. Dezember 1972 in Graz) war ein österreichischer Mechaniker, Hochschullehrer und Rektor der Deutschen Technischen Hochschule in Brünn.

## Leben
Kriso studierte 1906 bis 1911 an der Technischen Hochschule in Graz, war dort ab 1912 Assistent am Lehrstuhl für Mechanik und schloss seine Studien 1914 mit der Promotion ab. 1914 bis 1918 nahm er als Kriegsfreiwilliger, zuletzt als Oberleutnant am Ersten Weltkrieg teil. 1920 kam er als Ingenieur vorübergehend nach Dortmund, ging noch im gleichen Jahr für die niederländische Regierung nach Java (bis 1924) und wurde 1928 außerordentlicher Professor an der Deutschen Technischen Hochschule in Brünn. 1934 wurde er dort ordentlicher Professor für Mechanik. Kriso war 1935/36 Dekan der Allgemeinen Abteilung der TH, 1936/37 Rektor, 1937 bis 1941 Prorektor und von 1941 bis Januar 1945 erneut Rektor. Er war Mitglied der NSDAP.